# Діді-Ґондурі
Діді-Ґондурі (груз. დიდი გონდრიო) — село в Грузії.
За даними перепису населення 2014 року в селі проживає 990 осіб.